# جربیل گورونگوزا
جربیل گورونگوزا (نام علمی: Gerbilliscus inclusus) نام یک گونه از سرده جربیل‌های پابرهنه است.